# Бобен
Бобен (словен. Boben) је насељено место у општини Храстник, Засавска регија, Словенија.

## Историја
До територијалне реорганизације у Словенији био је у саставу старе општине Храстник.

## Становништво
У попису становништва из 2011. године, Бобен је имао 173 становника.
| Број становника према пописима | Број становника према пописима | Број становника према пописима |
| ------------------------------ | ------------------------------ | ------------------------------ |
| 1991                           | 2002                           | 2011                           |
| 182                            | 164                            | 173                            |